# Timon princeps
Timon princeps là một loài thằn lằn trong họ Lacertidae. Loài này được Blanford mô tả khoa học đầu tiên năm 1874.

## Hình ảnh

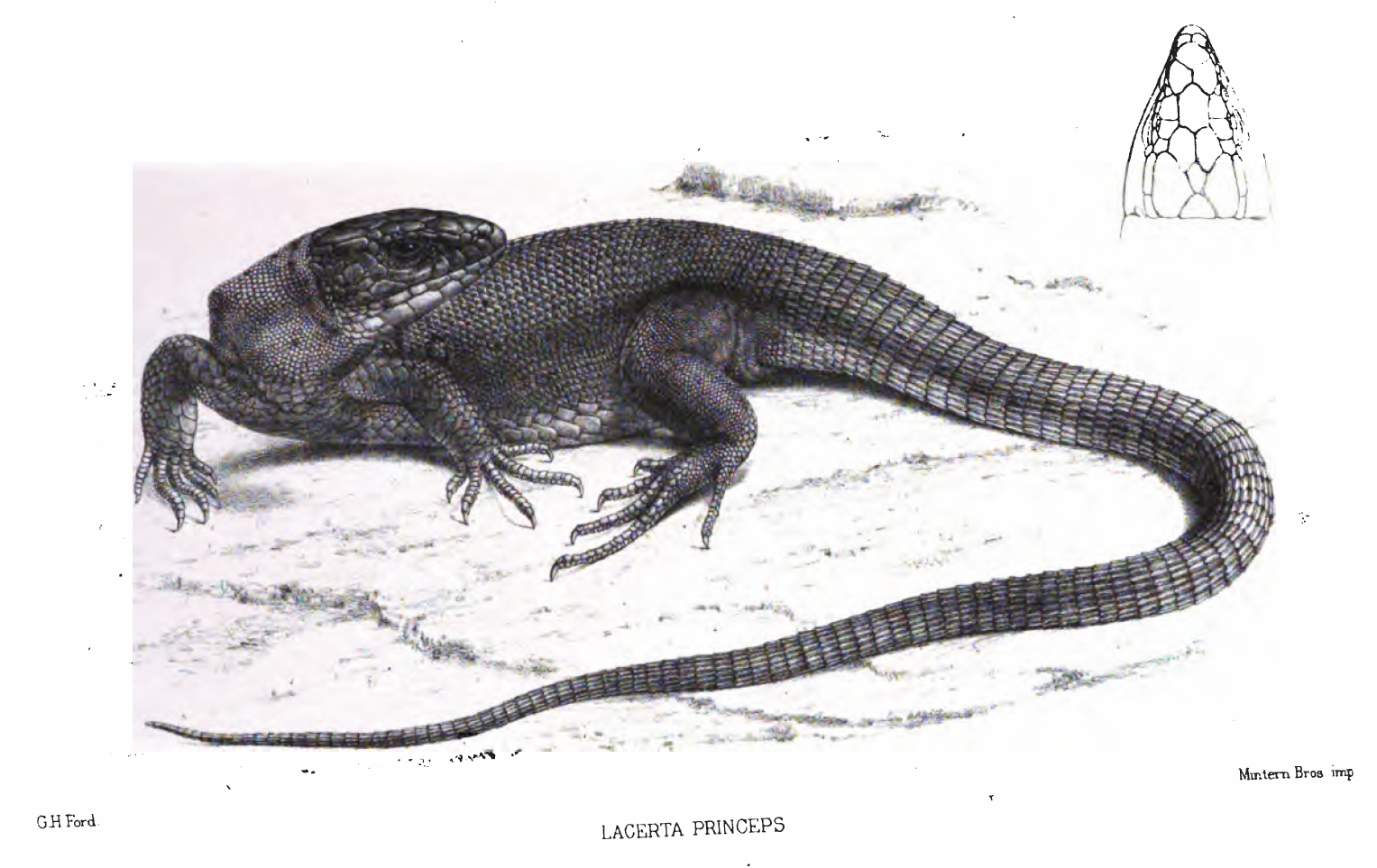